# Білозерка (Карасуський район)
Білозе́рка (каз. Белозер) — село у складі Карасуського району Костанайської області Казахстану. Входить до складу Черняєвського сільського округу.
Населення — 105 осіб (2021; 136 у 2009, 199 у 1999, 240 у 1989).